# Karen Hempel
Karen Hempel (* 31. Januar 1971 auf Rügen) ist eine deutsche Schauspielerin. 

## Werdegang
2013 spielte sie eine Nebenrolle in mehreren Episoden von Hotel 13 bei Nickelodeon. Sie wohnt in Köln. Seit 2008 arbeitet sie zusätzlich als Kommunikationstrainerin im Coaching-Bereich.

## Auszeichnung
- 2006: Bergischer Filmpreis – Beste Hauptdarstellerin und bester Film Stadt Land Fluss

## Filmografie (Auswahl)

### Kino
- 2002–2004: Heimat 3 – Chronik einer Zeitenwende (ARD-Mehrteiler)
- 2006: Stadt, Land, Fluss (Kurzfilm) Regie: Frank Dunski
- 2010: Verdammt cool und Wildschaden (Kurzfilm)
- 2015: home sweet home (Kurzfilm) Regie: Chiara Lüdemann

### Fernsehen
- 1998: Tatort: Russisches Roulette
- 2001: Praxis Bülowbogen
- 2001: Ritas Welt (Fernsehserie) (Folgen "Auf die Knie, Frau Kruse!" und "Bowling")
- 2005: Nikola
- 2007: Abschnitt 40
- 2009: Rennschwein Rudi Rüssel
- 2013: Der Staatsanwalt
- 2018: Lifelines